# Juan Francisco de Carvajal y Delgado
Francisco de Carvajal y Delgado fue el corregidor del Señorío de Olvera (Cádiz) desde 1705 hasta marzo de 1712, además de alcalde del Castillo y fortaleza. Durante su mandato mejoró la administración de las alcabalas y fundó una escuela pública de primeras letras.
Aunque el hecho que lo hizo pasar a la historia local fue reunir 8 caballos para las tropas reales del rey de España, Felipe V, que sirvieron en la Guerra de Sucesión Española. En agradecimiento, el 24 de mayo de 1710, la reina María Luisa de Saboya, esposa de Felipe V, otorgó al Señorío de Olvera una feria para el día de San Agustín. Esta feria supuso el florecimiento de la economía local y sigue celebrándose cada año en Olvera durante el verano, en el día de San Agustín (28 de agosto) por lo que Juan Francisco de Carvajal y Delgado es considerado el padre de la feria.